# Gérald Passi
Gérald Passi (* 21. Januar 1964 in Albi) ist ein ehemaliger französischer Fußballspieler.

## Karriere

### Verein
Passi begann seine Karriere bei HSC Montpellier, wo er von 1981 bis 1985 spielte. Danach spielte er bei FC Toulouse (1985–1990), AS Monaco (1990–1992), AS Saint-Étienne (1992–1994) und Nagoya Grampus Eight (1995). 1995 beendete er seine Spielerkarriere.

### Nationalmannschaft
Im Jahr 1987 debütierte Passi für die französische Fußballnationalmannschaft. Er hat insgesamt elf Länderspiele für Frankreich bestritten.